# Lijst van voetbalinterlands Oekraïne - Zwitserland
Deze lijst van voetbalinterlands is een overzicht van alle officiële voetbalwedstrijden tussen de nationale teams van Oekraïne en Zwitserland. De landen speelden tot op heden drie keer tegen elkaar. De eerste wedstrijd, een wedstrijd tijdens het Wereldkampioenschap voetbal 2006, werd gespeeld in Keulen (Duitsland) op 26 juni 2006. Het laatste duel, een groepswedstrijd tijdens de UEFA Nations League 2020/21, vond plaats op 3 september 2020 in Lviv.

## Wedstrijden
| № | Plaats | Datum            | Competitie                  | Wedstrijd              | Uitslag |
| - | ------ | ---------------- | --------------------------- | ---------------------- | ------- |
| 1 | Keulen | 26 juni 2006     | WK 2006                     | Zwitserland – Oekraïne | 0 – 0   |
| 2 | Genève | 17 november 2010 | Vriendschappelijk           | Zwitserland – Oekraïne | 2 – 2   |
| 3 | Lviv   | 3 september 2020 | UEFA Nations League 2020/21 | Oekraïne − Zwitserland | 2 − 1   |
| 4 |        | 17 november 2020 | UEFA Nations League 2020/21 | Zwitserland − Oekraïne | 3 − 0   |

## Samenvatting
| Competitie          | Totaal gespeeld | Winst Oekraïne | Gelijk | Winst Zwitserland | Doelsaldo Oekraïne – Zwitserland |
| ------------------- | --------------- | -------------- | ------ | ----------------- | -------------------------------- |
| WK-eindronde        | 1               | 0              | 1      | 0                 | 0 − 0                            |
| UEFA Nations League | 2               | 1              | 0      | 1                 | 2 − 4                            |
| Vriendschappelijk   | 1               | 0              | 1      | 0                 | 2 − 2                            |
| Totaal              | 4               | 1              | 2      | 1                 | 4 − 6                            |

Wedstrijden bepaald door strafschoppen worden, in lijn met de FIFA, als een gelijkspel gerekend.

## Details

### Eerste ontmoeting
De eerste ontmoeting tussen de nationale voetbalploegen van Oekraïne en Zwitserland vond plaats op 26 juni 2006. Het betrof een duel uit de achtste finales van het WK voetbal 2006 in Duitsland. De wedstrijd, bijgewoond door 45.000 toeschouwers, werd gespeeld in het RheinEnergieStadion in Keulen, en stond onder leiding van scheidsrechter Benito Archundia uit Mexico. Hij deelde een gele kaart uit. Strafschoppen moesten de beslissing brengen, nadat beide ploegen in de reguliere speeltijd en de daaropvolgende verlenging niet tot scoren wisten te komen.
| WK 2006 (Keulen, Duitsland, 26 juni 2006): |                     | |
| Zwitserland | 0 – 0               | Oekraïne |
| | goals               | |
| Marco Streller Tranquillo Barnetta Ricardo Cabanas | strafschoppen 0 – 3 | Andrij Sjevtsjenko Artem Milevsky Serhij Rebrov Oleg Goesjev |
| Jakob "Köbi" Kuhn | bondscoach          | Oleh Blochin |
| Pascal Zuberbühler Johan Djourou 34' Ludovic Magnin Johann Vogel Ricardo Cabanas Raphael Wicky Alexander Frei 117' Tranquillo Barnetta Patrick Müller Hakan Yakin 64' Philipp Degen | opstellingen        | Oleksandr Sjovkovskyj Andrij Nesmatsjny Anatoli Tymosjtsjoek Andrij Sjevtsjenko Oleg Shelayev Oleg Goesjev 111' Andrij Voronin Andriy Gusin 94' Andriy Vorobey Vladyslav Vashchuk 75' Maksim Kalinichenko |
| Stéphane Grichting 34' Marco Streller 64' Mauro Lustrinelli 117' | wissels             | 75' Roeslan Rotan 94' Serhij Rebrov 111' Artem Milevsky |
| Tranquillo Barnetta 59' | gele kaarten        | |

### Tweede ontmoeting
De tweede ontmoeting tussen de nationale voetbalploegen van Oekraïne en Zwitserland was een vriendschappelijke wedstrijd die plaatsvond op 17 november 2010. Het duel, bijgewoond door 11.100 toeschouwers, werd gespeeld in het Stade de Genève in Lancy, en stond onder leiding van scheidsrechter Serge Gumienny uit België. Hij deelde vier gele kaarten uit. Bij Oekraïne maakten twee spelers hun debuut voor de nationale ploeg: Taras Stepanenko (Shakhtar Donetsk) en Mykola Morozyuk (Metalurh Donetsk). Yuriy Kalytvyntsev fungeerde als interim-coach bij de Oost-Europeanen.
| Vriendschappelijk (Genève, Zwitserland, 17 november 2010): |              | |
| Zwitserland | 2 – 2        | Oekraïne |
| Alexander Frei 40' Alexander Frei 62' | goals        | 40' Oleksandr Aliejev 75' Jevhen Konopljanka |
| Ottmar Hitzfeld | bondscoach   | Yuriy Kalytvyntsev |
| Marco Wölfli Johan Djourou Reto Ziegler Stephan Lichtsteiner 72' François Affolter Hakan Yakin Valentin Stocker 85' Pirmin Schwegler 66' Gökhan Inler 46' Tranquillo Barnetta 46' Alexander Frei 76' | opstellingen | Andrij Pjatov 65' Taras Michalik Vitali Mandzjoek Artem Fedetskyi Dmytro Chygrynskiy Jaroslav Rakitskiy Anatoli Tymosjtsjoek Oleksandr Aliejev 74' Andriy Yarmolenko 87' Jevhen Konopljanka 46' Marko Dević |
| Gelson Fernandes 46' Xherdan Shaqiri 46' Moreno Costanzo 66' Steve von Bergen 72' Nassim Ben Khalifa 76' David Degen 85' Germano Vailati Stéphane Grichting                                          | wissels      | 46' Artem Milevsky 65' Taras Stepanenko 74' Denis Oleynik 87' Mikola Morozyuk Rustam Khudzhamov Oleksandr Romanchuk Oleksandr Koetsjer Roeslan Rotan                                                        |
| Tranquillo Barnetta 44' | gele kaarten | 2' Anatoli Tymosjtsjoek 13' Taras Michalik 43' Oleksandr Aliejev |

### Derde ontmoeting
| Nations League (Lviv, Oekraïne, 3 september 2020): |              | |
| Oekraïne | 2 – 1        | Zwitserland |
| Andrij Jarmolenko 14' Oleksandr Zintsjenko 68' | goals        | 41' Haris Seferović |
| Andrij Sjevtsjenko | bondscoach   | Vladimir Petković |
| Andrij Pjatov Oleksandr Tymchyk Serhiy Kryvtsov Mykola Matviyenko Bohdan Mychajlytsjenko Roeslan Malinovski Taras Stepanenko Oleksandr Zintsjenko Andrij Jarmolenko Júnior Moraes Jevhen Konopljanka 54' | opstellingen | Yann Sommer 46' Steven Zuber Ricardo Rodríguez Manuel Akanji Nico Elvedi Kevin Mbabu Granit Xhaka 73' Ruben Vargas 82' Djibril Sow Breel Embolo Haris Seferović |
| Roman Jaremtsjoek 54' | wissels      | 46' Renato Steffen 73' Albian Ajeti 82' Michel Aebischer |
| Oleksandr Tymchyk 86' | gele kaarten | 59' Nico Elvedi 83' Renato Steffen |

FFOe · A-internationals · Bondscoaches · Statistieken · Oekraïens vrouwenelftal · Olympisch elftal · Oekraïne U21 · Oekraïne U20 · Oekraïne U19 · Oekraïne U18 · Oekraïne U17 · Oekraïne U16
1992 – 1999 · 
2000 – 2009 · 
2010 – 2019 · 
2020 – 2029
EK's: 1992** · 
1996 · 
2000 · 
2004 · 
2008 · 
2012 · 
2016 · 
2020 · 
2024
WK's: 1994 · 
1998 · 
2002 · 
2006 · 
2010 · 
2014 · 
2018 ·
2022
1992 · 
1993 · 
1994 · 
1995 · 
1996 · 
1997 · 
1998 · 
1999 · 
2000 · 
2001 · 
2002 · 
2003 · 
2004 · 
2005 · 
2006 · 
2007 · 
2008 · 
2009 · 
2010 · 
2011 · 
2012 · 
2013 · 
2014 · 
2015 ·
2016 ·
2017 ·
2018 ·
2019 ·
2020 ·
2021
Albanië ·
Andorra ·
Armenië ·
Azerbeidzjan ·
Bahrein ·
België ·
Bosnië en Herzegovina ·
Brazilië ·
Bulgarije ·
Canada ·
Chili ·
Costa Rica ·
Cyprus ·
Denemarken ·
Duitsland ·
Engeland ·
Estland ·
Faeröer ·
Finland · 
Frankrijk ·
Georgië ·
Griekenland ·
Hongarije ·
Ierland ·
IJsland ·
Iran ·
Israël ·
Italië ·
Japan ·
Joegoslavië ·
Kameroen · 
Kazachstan ·
Kosovo ·
Kroatië ·
Letland ·
Libië ·
Litouwen ·
Luxemburg ·
Malta ·
Marokko ·
Mexico ·
Moldavië ·
Montenegro ·
Nederland ·
Nieuw-Zeeland ·
Niger ·
Nigeria ·
Noord-Ierland ·
Noord-Macedonië ·
Noorwegen ·
Oezbekistan ·
Oostenrijk ·
Polen ·
Portugal ·
Roemenië ·
Rusland ·
San Marino ·
Saoedi-Arabië ·
Schotland ·
Servië ·
Servië en Montenegro ·
Slovenië ·
Slowakije ·
Spanje ·
Tsjechië ·
Tunesië ·
Turkije ·
Uruguay ·
Verenigde Arabische Emiraten ·
Verenigde Staten ·
Wales ·
Wit-Rusland ·
Zuid-Korea ·
Zweden ·
Zwitserland
Duitsland (2016) ·
Engeland (2012) · 
Engeland (2021) ·
Frankrijk (2012) · 
Italië (2006) · 
Nederland (2021) · 
Noord-Ierland (2016) · 
Noord-Macedonië (2021) · 
Oostenrijk (2021) · 
Saoedi-Arabië (2006) ·
Spanje (2006) ·
Tunesië (2006) ·
Zweden (2012) · 
Zweden (2021) · 
Zwitserland (2006)
** = Onder de naam Gemenebest van Onafhankelijke Staten
SFV · A-internationals · Selecties · Bondscoaches · Zwitsers vrouwenelftal · Olympisch elftal · Zwitserland U21 · Zwitserland U19 · Zwitserland U18 · Zwitserland U17 · Zwitserland U16 · Vrouwen U17
1905 – 1919 · 
1920 – 1929 · 
1930 – 1939 · 
1940 – 1949 · 
1950 – 1959 · 
1960 – 1969 · 
1970 – 1979 · 
1980 – 1989 · 
1990 – 1999 · 
2000 – 2009 · 
2010 – 2019 · 
2020 – 2029
EK's: 1996 · 
2004 · 
2008 · 
2016 · 
2020 · 
2024
WK's: 1934 · 
1938 · 
1950 · 
1954 · 
1962 · 
1966 · 
1994 · 
2006 · 
2010 · 
2014 · 
2018 · 
2022
OS: 1924 · 
1928 · 
2012
1905 · 
1906 · 1907 · 
1908 · 
1909 · 
1910 · 
1911 · 
1912 · 
1913 · 
1914 · 
1915 · 
1916 · 
1917 · 
1918 · 
1919 · 
1920 · 
1921 · 
1922 · 
1923 · 
1924 · 
1925 · 
1926 · 
1927 · 
1928 · 
1929 · 
1930 · 
1931 · 
1932 · 
1933 · 
1934 · 
1935 · 
1936 · 
1937 · 
1938 · 
1939 · 
1940 · 
1941 · 
1942 · 
1943 · 
1944 · 
1945 · 
1946 · 
1947 · 
1948 · 
1949 · 
1950 · 
1952 ·
1952 · 
1953 · 
1954 · 
1955 · 
1956 · 
1957 · 
1958 · 
1959 · 
1960 · 
1961 · 
1962 · 
1963 · 
1964 · 
1965 · 
1966 · 
1967 · 
1968 · 
1969 · 
1970 · 
1971 · 
1972 · 
1973 · 
1974 · 
1975 · 
1976 · 
1977 ·
1978 · 
1979 · 
1980 · 
1981 · 
1982 · 
1983 · 
1984 · 
1985 · 
1986 · 
1987 · 
1988 · 
1989 · 
1990 ·
1991 · 
1992 · 
1993 · 
1994 ·
1995 · 
1996 · 
1997 · 
1998 · 
1999 · 
2000 · 
2001 · 
2002 · 
2003 · 
2004 · 
2005 · 
2006 · 
2007 · 
2008 · 
2009 · 
2010 · 
2011 · 
2012 · 
2013 ·
2014 ·
2015 ·
2016 ·
2017 ·
2018 ·
2019 ·
2020 ·
2021 ·
2022
Albanië ·
Algerije · 
Andorra · 
Argentinië ·
Australië ·
Azerbeidzjan ·
België ·
Bolivia ·
Bosnië en Herzegovina ·
Brazilië ·
Bulgarije ·
Canada ·
Chili ·
China ·
Colombia ·
Costa Rica ·
Cyprus ·
Denemarken ·
DDR ·
Duitsland ·
Ecuador ·
Egypte ·
Engeland · 
Estland ·
Faeröer ·
Finland ·
Frankrijk ·
Georgië ·
Ghana ·
Gibraltar ·
Griekenland ·
Honduras ·
Hongarije ·
Hongkong ·
Ierland ·
IJsland ·
Israël ·
Italië ·
Ivoorkust ·
Jamaica ·
Japan ·
Joegoslavië ·
Kameroen ·
Kenia ·
Kosovo ·
Kroatië ·
Letland ·
Liechtenstein ·
Litouwen ·
Luxemburg ·
Malta ·
Marokko ·
Mexico ·
Moldavië ·
Montenegro ·
Nederland ·
Nigeria ·
Noord-Ierland ·
Noorwegen ·
Oekraïne ·
Oman ·
Oostenrijk ·
Panama ·
Peru ·
Polen ·
Portugal ·
Qatar ·
Roemenië ·
Rusland ·
Saarland ·
San Marino ·
Schotland ·
Servië ·
Slovenië ·
Slowakije ·
Sovjet-Unie · 
Spanje ·
Togo ·
Tsjechië ·
Tsjecho-Slowakije ·
Tunesië ·
Turkije ·
Uruguay ·
Venezuela ·
VA Emiraten ·
Verenigde Staten ·
Wales ·
Wit-Rusland ·
Zimbabwe ·
Zuid-Korea ·
Zweden
Albanië (2016) ·
Argentinië (2014) ·
Brazilië (2018) ·
Chili (2010) ·
Costa Rica (2018) ·
Ecuador (2014) ·
Frankrijk (2006) ·
Frankrijk (2014) ·
Frankrijk (2016) ·
Frankrijk (2021) ·
Honduras (2010) · 
Honduras (2014) · 
Italië (2021) · 
Oekraïne (2006) ·
Portugal (2008)  · 
Portugal (2022) · 
Roemenië (2016) · 
Servië (2018) ·
Spanje (2010) ·
Spanje (2021) ·
Togo (2006) ·
Tsjechië (2008) ·
Turkije (2008) ·
Turkije (2021) ·
Wales (2021) ·
Zuid-Korea (2006) ·
Zweden (2018)